# Aqueduc de l'Yzeron
L’aqueduc de l'Yzeron (parfois nommé aqueduc de Craponne) est l’un des quatre aqueducs antiques de Lyon desservant la ville antique de Lugdunum. Il doit son nom au fait qu'il puise l'eau sur le bassin hydrologique de la rivière Yzeron, affluent du Rhône. Contrairement aux autres aqueducs de la ville antique, il est constitué de plusieurs branches de captation.

## Une existence controversée

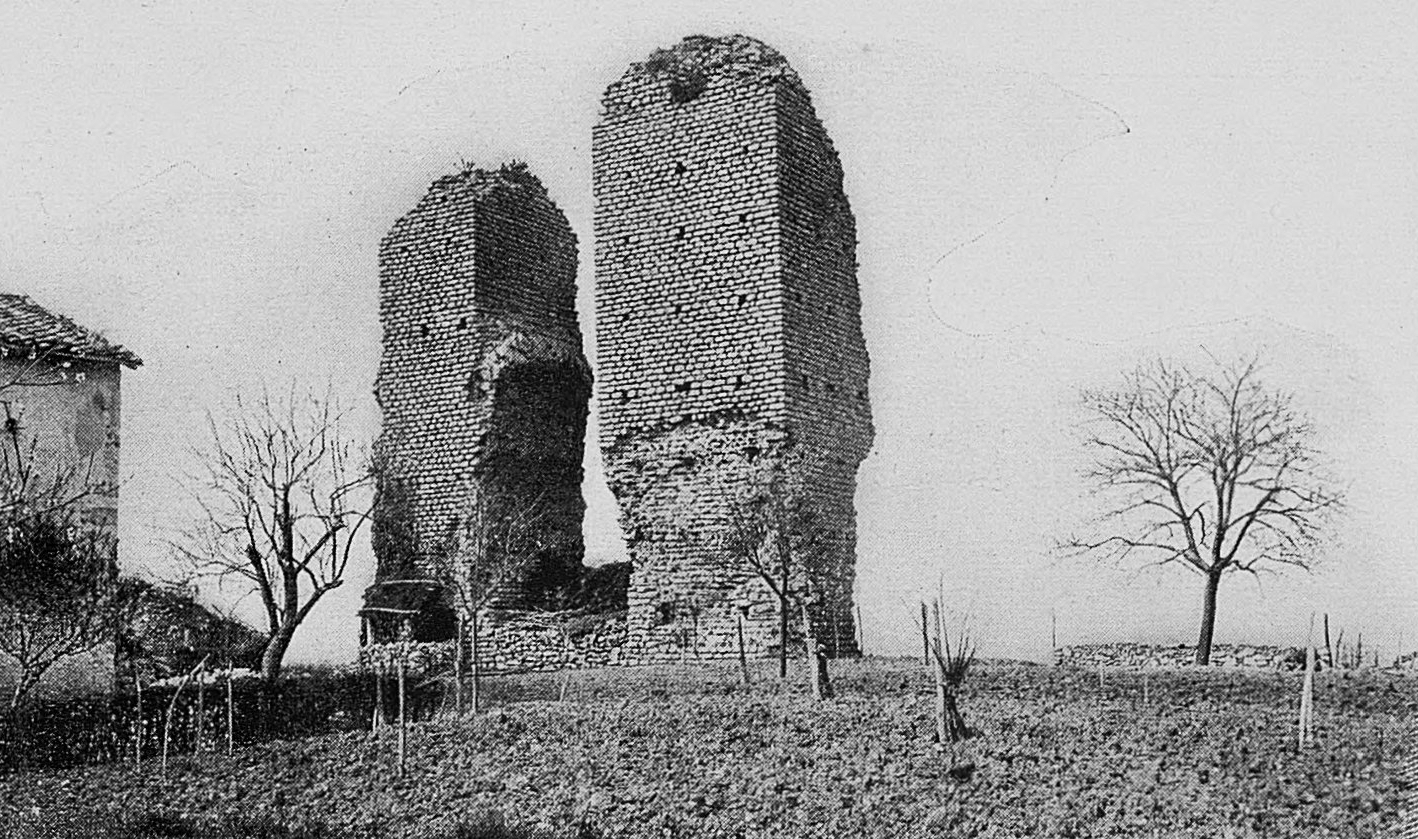
Les Tourillons de Craponne (photo ancienne).

L'aqueduc de l'Yzeron ne fut reconnu que tardivement par les archéologues et historiens lyonnais. Son existence même et sa destination firent l'objet de controverses jusqu'au début du XXe siècle.
Pierre Sala, dans son recueil manuscrit Les antiquités de Lyon rédigé vers 1520, identifie les actuels tourillons de Craponne, qu'il appelle tour raix, comme faisant partie des aqueducs alimentant la ville de Lugdunum : « Il ya encoures des ses aqueductus pres greizieu, quon appelle la tour raix et mesmement, le vulgaire quest adire la ou passoit l’eaue comment lon dict a [ ] en latin aquis cest eaux. »
Guillaume Marie Delorme n'en fait pas mention dans son mémoire de 1760. En 1840 Alexandre Flachéron cite un aqueduc souterrain amenant les eaux de l’Yzeron et d’autres ruisseaux, mais il pense qu'il alimentait l'hypothétique camp de légionnaires établi sur le plateau entre le pont d'Alaï et Craponne, auquel il croit que se rattachaient les tourillons.

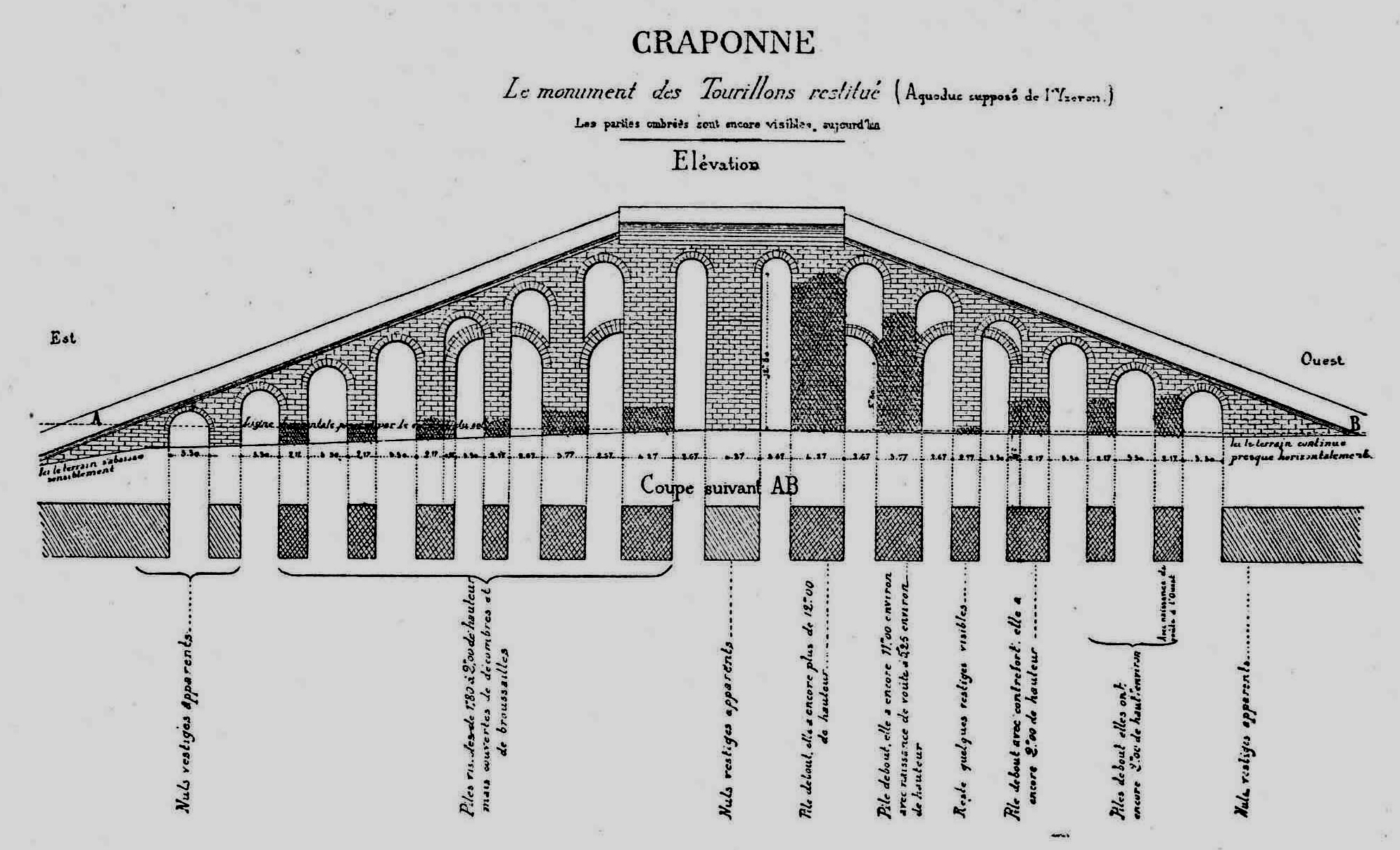
Restitution du réservoir intermédiaire du double siphon de l'aqueduc de l'Yzeron par François Gabut (1880).

Jérôme Chipier le premier, en 1862, identifie un quatrième aqueduc alimentant la ville de Lugdunum, distinct de l'aqueduc de la Brévenne et recevant les eaux de l'Iseron [sic], qu'il appelle aqueduc du Tourillon et il comprend la fonction de cet édifice appelé Tourillons : « Ces deux piles, en ruine, sont les restes du réservoir de chasse qui recevait les eaux de l'Iseron et des sources du versant oriental de ces montagnes. »
François Gabut, en 1880, qualifie l'aqueduc de l'Yzeron ou de Craponne d'imaginaire. Il comprend que l'édifice des Tourillons a été bâti pour servir de ventouse entre deux siphons et en livre une restitution assez exacte, mais il affirme qu'il résulte d’un tracé abandonné de l'aqueduc de la Brévenne et n'a jamais servi. Selon lui, « les canaux de petite dimension que l'on peut rencontrer à Grézieux, à Pollionay, à Vaugneray etc ., etc., sont des débris de petits aqueducs qui dérivaient des sources, pour le service de villas romaines bâties dans la campagne. »

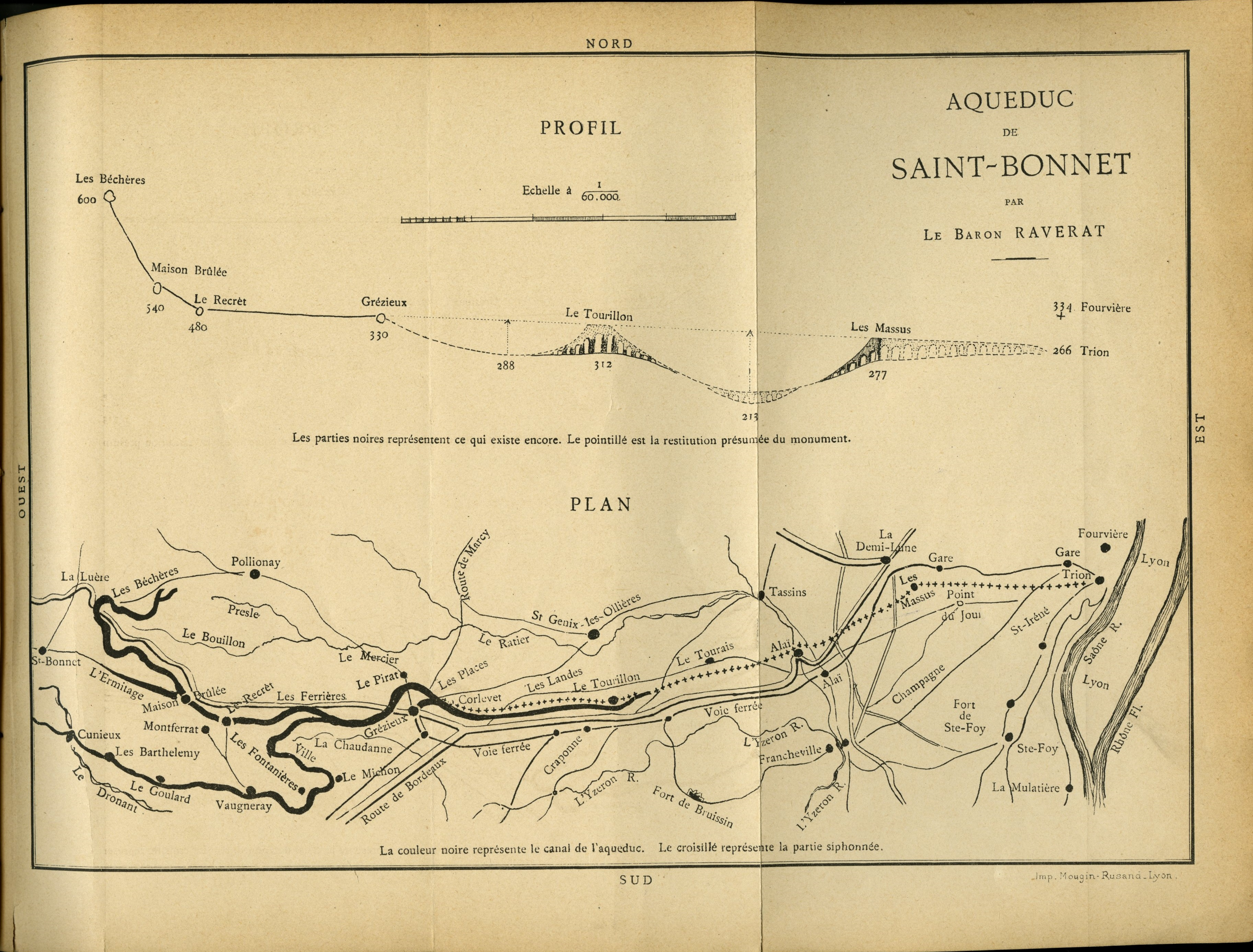
Plan de l'Aqueduc de Saint-Bonnet par le Baron Raverat (1887).

Le baron Achille Raverat en 1887 établit le tracé d'un aqueduc depuis Saint-Bonnet-le-Froid jusqu'à Trion, comportant un double siphon dont le Tourillon est le support du réservoir intermédiaire et dont il retrouve des vestiges dans la vallée du Ratier, ou ruisseau d'Alaï, mais qu'il fait arriver par erreur au rampant des Massues (qui appartient en fait à l'aqueduc de la Brévenne). Il adjoint à son mémoire le profil en long et le plan de cet aqueduc, qu'il appelle aqueduc de Saint-Bonnet.
À la suite de la publication des travaux du baron Raverat, François Gabut reprend ses recherches sur l'aqueduc de L'Yzeron. Il explore et décrit en détail les vestiges des différentes ramifications des aqueducs de Vaugneray et de Pollionnay mais reste convaincu qu'ils étaient affectés à des usages simplement ruraux. Après une étude approfondie il maintient également que les Tourillons de Craponne n'étaient pas un ouvrage destiné à la dérivation des eaux du bassin de l'Yzeron, mais un ouvrage abandonné par suite d'un changement de tracé de l'aqueduc de la Brévenne.
La publication en 1895 par Steyert de la carte qu’Artaud avait dessinée d’après des documents perdus de Delorme révèle que celui-ci, après la publication de son mémoire de 1760, avait bien identifié ce quatrième aqueduc alimentant Lugdunum. Gabut maintient cependant son opinion, affirmant que le tracé établi par Delorme est profondément erroné.
Les travaux de Germain de Montauzan sur l’aqueduc de Craponne publiés en 1908 mettent un terme à ces controverses.

## Historique
Selon Camille Germain de Montauzan, l'aqueduc de l'Yzeron fut le second dans l'ordre de construction, durant le règne d'Auguste, peut-être vers l'an 9 avant Jésus-Christ

## Description
L'aqueduc d'Yzeron, le deuxième construit dans l'ordre chronologique, est aussi le deuxième plus court. Il est différent des trois autres en ce qu'il est le seul qui soit ramifié. Il prend sa source principale à Yzeron, mais d'autres existent, notamment à Pollionnay et Vaugneray. Les différentes canalisations confluent à Grézieu-la-Varenne et Craponne, d'où le nom d'« aqueduc de Craponne » donné à cet ouvrage par Camille Germain de Montauzan.
C'est un aqueduc qui comportait un siphon double, c'est-à-dire deux siphons successifs avec un réservoir intermédiaire terminant le premier et commençant le deuxième, dont les piles sur le lieu-dit du Tourillon à Craponne en sont les témoins. Ces piles supportaient le réservoir intermédiaire.
Contrairement aux aqueducs du Gier et des Monts-d'Or, l'ouvrage d'Yzeron prenait sa source à une altitude particulièrement élevée : 710 mètres à 715 mètres (mais 600 mètres pour la branche de Vaugneray). Toutefois, cela ne constituait pas forcément un atout, une pente trop forte pouvant entraîner une vitesse excessive de l'eau, et en conséquence une usure rapide de la structure du canal. Aussi cet aqueduc fut-il le lieu d'expérimentation du procédé des chutes brise-pente. Long de 26 à 40 kilomètres suivant les branches, il arrivait à une altitude estimée à 268 mètres, dans l'actuel quartier du Point-du-Jour. Selon Camille Germain de Montauzan, son débit se situait entre 12 000 m3 jour−1 (129 L s−1) et 15 000 m3 jour−1 (176 L s−1). Les études actuelles se montrent moins assurées et Jean Burdy ne donne pas de volume.

### Tracé
L’aqueduc traverse les communes actuelles d’Yzeron, Vaugneray, Pollionnay, Grézieu-la-Varenne, Craponne, Francheville, Tassin-la-Demi-Lune, le 5e arrondissement de Lyon.

### Monument historique
Une partie des ruines de l’aqueduc est classée monument historique, notamment :
- Craponne : pilier (inscription en 1982)[1].